# Anton Bolinder
Anton Bolinder (3. června 1915 – 7. prosince 2006) byl švédský atlet, mistr Evropy ve skoku do výšky z roku 1946.
V roce 1946 se stal mistrem Evropy ve skoku do výšky. Vytvořil si přitom osobní rekord výkonem 199 cm.